# Токугава Ијесада
Токугава Ијесада (јап. 徳川 家定; Едо, 6. мај 1824 — Токио, 14. август 1858) био је тринаести шогун Токугава шогуната у Јапану. Владао је пет година од 1853. до 1858. Остао је упамћен као болешљив и физички слаб владар. Његова владавина обележава почетак бакумацу периода.

## Ране године
Ијесада је рођен у замку Едо као четврти син дванаестог шогуна Токугава Ијејошија. Како је већина Ијејошијеве деце умрла врло брзо након рођења, Ијесада је рано виђен као наследник али му је због болести био ограничен контакт с људима. У раном детињству боловао је од малих богиња што је оставило траг на његовом лицу. Када је Токугава Ијенари преминуо 1841. године, довело се у питање успешност владавине Ијесаде па је Токугава Јошинобу наведен као потенцијални наследник трона. Међутим постављање њега на власт косило се са мишљењем роџу-а Абе Машира па је Ијесада ипак био изабран за наследника.

## Шогун (1853–1858)
Ијесада је постао шогун након смрти свога оца Токугава Ијејошија на врхунцу проблема који је настао доласком адмирала Перија и његових црних бродова. Лошег здравља, препустио је преговоре Абе Маширу и повукао се од активног бављења проблемом. Након што је споразум из Канагаве потписан 31. марта 1854. године Абе убрзо умире и бива замењен роџу-ом Хота Масајошијем.
У периоду од 4. до 7. новембра 1854. године област Нанкаидо је задесио велики земљотрес проузроковајући цунами који је однео 80.000 живота. Месец дана касније још један земљотрес погодиће Јапан који ће проузроковати велику штету од данашње Чиба до Кочи префектуре. Ови земљотреси погодили су и луку Шимода где је намеравано да се изгради амерички конзулат што су многи видели као демострацију воље бога (ками-ја).
Овај земљотрес који је избио 24. децембра 1854. убио је додатних 10.000 људи а након што је и Едо следеће године задесио разоран земљотрес Ијесавина владавина је била пропраћена природним катастрофама.
Године 1857, Ијесава прима америчког амбасадора Тоунсенд Хариса на састанак у Едо замку, што ће резултирати да на препоруку саветника (роџо-а) Хотте Ијесава потпише тз. „Харисонов уговор“. као и остале уговоре које су били релативно неповољни по јапанску владу али су обележили престанак сакоку (изолационе) политике отворивши све јапанске границе за путовања у и ван земље. У то време цар Комеи био је против овог отварања подржавајући покрет сонно џои.
Следеће године, 23. априла 1858. Ии Наосуке је постављен за таироа  а исте настаје и епидемија колере која је трајале следеће две године и за коју се верује да је убила између 100.000 и 200.000 људи само у граду Еду. Ијесада се тим проблемом није могао бавити јер је исте умро, не оставивши наследника, што је довело до подела у влади.  Токугава Нариаки из области Мито, Сацума и други желели су да виде Токугава Јошинобуа као наследника, док су владини службеници, укључујући и Ии Наосукеа подржавали Токугава Ијемочија који је на крају постао наследник и нови шогун а ова превирања подстакла су Ансеи чистку.

## Породица
Ијесада је био ожењен принцезом Такацукаса Ацуком (1823-1848), ћерком Такацукаса Масахироа 1842. године али она умире пре мужа од малих богиња не успевши да обезбеди наследника. Због тога се Ијесава жени по други пут са принцезом Ичиџо Хидеко (1825-1850), кћери Ичиџо Тадајошија 1849. године али и она умире од болести. Његов трећи брак био је са принцезом Ацу (познатом и као Теншоин) (1836-1883), усвојеном ћерком даимјоа области Сацума, Шимазу Нариакире. Она га је једина надживела али као и остале две није успела да му подари наследника.

## Ере Ијесадине владавине
Године које су протекле у знаку Ијесадине владавине у Јапану обележавале су се и ерама.
- Каеи (1848–1854)
- Ансеи (1854–1860)

## У популарној култури
У годишњој „NHK“ таига драми коју сваке године свима државна телевизија Јапана о познатим личностима јапанске историје, Токугава Ијесада је представљен у серији „Ацухиме“ (2008) која прати живот његове треће жене Теншоин. Игра га глумац Масато Сакаи.
Такође се појављује и у таига серијама „Шинсенгуми“, „Рјомаден“, „Јае но сакура“ које такође прате тај период историје.